# Église Saint-Jean-Baptiste du Reposoir
L'église Saint-Jean-Baptiste du Reposoir est une église catholique française, située dans le département de la Haute-Savoie, dans la commune du Reposoir.

## Historique
L'église a été construite en 1850 et consacrée par Mgr Louis Rendu, évêque d'Annecy, le 17 juillet 1851.
Quelques années plus tard, elle est agrandie.
L'intérieur de l'édifice est restauré en 2003.

## Description
Initialement, sa forme est celle d'une croix grecque, puis, à la suite de l'agrandissement, elle prend la forme d'une croix latine.